# Karl Kohn
Karl Georg Kohn (Wenen, 1 augustus 1926 – Claremont (Californië), 18 november 2024) was een Oostenrijks-Amerikaanse componist, muziekpedagoog en pianist.

## Levensloop
Kohn begon als kind in Wenen al de piano te bespelen. Op 13-jarige leeftijd emigreerde hij naar de Verenigde Staten en studeerde in New York van 1940 tot 1944 aan het New York College of the Arts. Na de Tweede Wereldoorlog studeerde hij bij Edward Ballantine en compositie bij Walter Piston, Irving Fine en Randall Thompson aan de Harvard-universiteit in Cambridge. Aldaar behaalde hij zowel zijn Bachelor of Music in 1950 als zijn Master of Music in 1955.
Vanaf 1950 was hij als docent verbonden aan het Pomona College in Claremont waar hij voor meer dan 40 jaar onderwees. In 1994 ging hij met pensioen. Als docent werkte hij ook bij de zomercursussen in het Tanglewood Music Center in de jaren 1954, 1955 en 1957.
Kohn verzorgde als pianist onder andere de première in de Verenigde Staten Structures van Pierre Boulez samen met de componist. 
Als componist schreef hij werken voor haast alle genres zoals werken voor orkest, harmonieorkest, vocale muziek en kamermuziek. In zijn muziek combineert hij zowel seriële technieken als middeleeuwse polyfone vormen. De zijn latere werken maakt hij soms gebruik van uittreksels vanuit bepaalde oudere werken.
Hij is gehuwd met Margret Kohn, een pianiste. 
Kohn overleed op 18 november 2024 op 98-jarige leeftijd.

## Composities

### Werken voor orkest
- 1951: - Sinfonia concertante, voor piano en orkest
- 1953: - Ouverture, voor strijkorkest
- 1958: - Castles and Kings, suite voor kinderen
- 1958-1960: - Three Scenes, voor orkest
- 1962: - Concerto mutabile, voor piano en kamerorkest
- 1964: - Interludes, voor orkest
- 1966: - Episodes, voor piano en orkest
- 1969: - Interlude I, voor dwarsfluit en strijkorkest
- 1969: - Interlude II, voor piano en strijkorkest
- 1973: - Centone, voor orkest
- 1974: - Concert, voor hoorn en orkest
- 1985: - Time Irretrievable, drie stukken voor orkest
- 1990: - Return, symfonisch essay voor koperblazers, slagwerk en strijkers
- 1991: - Ode, voor strijkorkest
- 1993: - Concert Music, voor strijkorkest
- 1996: - Memory and Hope: Essay, voor orkest

### Werken voor harmonieorkest
- 1956: - Concert Music, voor 12 blazers (2 dwarsfluiten, 3 hobo's, 3 klarinetten, 2 fagotten, 2 hoorns)
- 1975: - Innocent Psaltery
- 1977: - Serenade II
- 1981: - Wind Chamber
- 1983: - Waldmusik, concert voor klarinet, piano en harmonieorkest
- 1987: - An Amiable Piece, voor 2 piano's en harmonieorkest
- 2005: - Fortyseven for Graydon – Essay, voor harmonieorkest
- 2009: - Triple Set, voor harmonieorkest

### Vocale muziek

#### Werken voor koor
- 1953: - For Ye, Brethren, voor gemengd koor a capella
- 1956: - A Latin Fable, voor mannenkoor en piano vierhandig
- 1957: - Three Descants (Ecclesiastes), voor gemengd koor
- 1958: - Three Goliard Songs, voor mannenkoor a capella
- 1961: - Sensus Spei (Lamentations), voor gemengd koor en piano (of 2 trompetten, 2 trombones; of 2 trompetten, hoorn, trombone; of hobo, klarinet, hoorn en fagot)
- 1966: - Madrigal, voor gemengd koor en piano
- 1969-1970: - Esdras: Anthems and Interludes, voor gemengd koor, dwarsfluit, piano en kamerorkest
- 1973: - Also the Sons - Anthem, voor sopraan, alt, tenor, bas, gemengd koor en orgel (of piano vierhandig)
- 1981: - What Heaven Confers, voor gemengd koor en vibrafoon
- 1982: - Alleluia (Militant Praise), voor gemengd koor en koperensemble
- 1988: - Lions on a Banner, zeven Soefi teksten voor sopraan, gemengd koor en orkest
- 2003: - Three Proverbs, voor gemengd koor a capella

#### Liederen
- 1956: - Three Songs, voor zangstem en piano
- 1971: - Only the Hopeful, voor mannelijke zangstem en piano
- 1987: - Die Kirche, voor zangstem, dwarsfluit, klarinet, viool, cello en piano (of zangstem en piano)
- 2006: - Canzonetta, voor bas-bariton en accordeon

### Kamermuziek
- 1949: - Trio, voor viool, altviool en cello
- 1952: - Fanfare, voor koperblazers en slagwerk
- 1952: - Pianokwartet, voor viool, altviool, cello en piano
- 1953: - Motet, voor 8 hoorns
- 1955: - Houtblazerskwartet
- 1956: - Sonate, voor viool en piano
- 1957: - Hoornkwartet
- 1958: - Three Pieces, voor dwarsfluit en piano
- 1959: - Divertimento, voor blaaskwintet
- 1962: - Capriccios, voor dwarsfluit, klarinet, harp, cello en piano
- 1962: - Serenade, voor blaaskwintet en piano
- 1963: - Kleine Suite, voor blaaskwintet
- 1964: - Kaleidoscope, voor strijkkwartet
- 1965-1973: - Encounters I - V, vfl, cl, vcl, hrp, mar-vib, pnooor solo-instrument en piano
- 1967: - Introductions and Paradies, voor klarinet, fagot, hoorn, strijkkwartet en piano
- 1969: - Impromptus, voor 8 blaasinstrumenten (dwarsfluit, klarinet, 2 fagotten, 2 trompetten, 2 trombones)
- 1972: - Trio, voor hoorn, viool en piano
- 1974: - Paronyms, voor dwarsfluit en piano
- 1976: - The Prophet Bird, voor kamerensemble (dwarsfluit, klarinet, fagot, hoorn, bastrombone, harp, marimba/vibrafoon, viool, altviool en cello)
- 1976: - Koperkwintet
- 1978: - Paronyms II, voor saxofoon en piano
- 1980: - The Prophet Bird II, voor piano en kamerensemble (dwarsfluit, klarinet, fagot, hoorn, bastrombone, marimba/vibrafoon, viool, altviool en cello)
- 1983: - Capriccios II, voor kamerensemble (dwarsfluit, klarinet, cello, harp, marimba/vibrafoon, piano)
- 1984: - San Gabriel Set, voor klarinet, viool, altviool, cello en piano
- 1985: - Entr'acte, voor strijkkwartet
- 1986: - Choice Wood, Precious Metals, voor dwarsfluit, trompet, marimba en glockenspiel
- 1986: - Concords, voor dwarsfluit, viool en gitaar
- 1986: - Colla voce, voor altviool en gitaar
- 1989: - Before Beethoven, voor klarinet, cello en piano
- 1990: - Cassation, voor blaaskwintet
- 1993: - Ternaries, voor dwarsfluit en piano
- 1993-1995: - Set of Three, voor dwarsfluit, altviool, cello, marimba, vibrafoon en piano
- 1995: - Reconnaissance, voor 11 instrumentalisten (dwarsfluit, klarinet, altsaxofoon, hoorn, piano, accordeon, slagwerk (5 tomtoms, 2 crotales, triangel), viool, altviool, cello, contrabas)
- 1996: - SAX for 4, voor saxofoonkwartet
- 1997: - More Reflections, voor klarinet en piano
- 1998: - Capriccio, voor viool, sopraansaxofoon, altsaxofoon, en piano
- 1998: - Toccata, voor accordeon en harp
- 1998: - Virelais, voor accordeon en harp
- 1999: - Trio 2K, voor viool, cello en piano
- 2000: - Violaria, voor altviool en piano
- 2004: - Three Pieces, voor strijkkwartet
- 2006: - Magadis-Double Duty, voor viool en altviool
- 2006: - Trialogue, voor altviool, cello en piano
- 2007: - Concords III, voor cello en gitaar
- 2009: - Dialogues, voor dwarsfluit (ook piccolo) en piano
- 2009: - Ambiance de Noël, voor kamerensemble (accordeon, piano, trombone en strijkkwartet)
- 2009: - Intermezzo, voor fagot en piano
- 2011: - Cantilena III, voor marimba en piano
- 2011: - Rhapsodic Music, voor strijkkwartet
- 2012: - Cantilena 2012, voor dwarsfluit en piano

### Werken voor orgel
- 2000: - Prelude
- 2002: - Grand Fantasia

### Werken voor piano
- 1960: - Rhapsody nr. 1
- 1968: - Recreations, voor 2 piano's
- 1971: - Rhapsody nr. 2
- 1977: - Rhapsody nr. 3
- 1981: - Shadow Play
- 1983: - Dream Pieces
- 1995-1996: - Adagio and Allegro for Dancing, 3 stukken voor 2 piano's
- 1999: - Number Play
- 2000: - Again, again, voor piano vierhandig
- 2011: - More Recreations, voor 2 piano's

### Werken voor accordeon
- 2004: - Canzonetta

### Werken voor harp
- 1977: - Son of Prophet Bird

### Werken voor gitaar
- 1980: - Recreations, voor 2 gitaren
- 1989: - Soliloquy
- 1993: - Accords, voor 2 gitaren
- 1993: - Tripartita, voor vihuela (of gitaar)
- 2000: - Night Music I, voor zes gitaren
- 2001: - Night Music II, voor zes gitaren
- 2008: - Madrigal, voor gitaarkwartet

### Werken voor banjo
- 2009: - Paratoccata

### Werken voor slagwerk
- 1968: - Rhapsodies, voor marimba, vibrafoon en slagwerk
- 1976: - Sonatina, voor marimba vierhandig